# Ombra
Ombra ist ein Roman von Urs Faes. Er erschien erstmals 1997 im Suhrkamp Verlag.

## Inhalt
Der Erzähler, ein Historiker, der in einer Schweizer Kleinstadt als Bibliothekar arbeitet, sucht in Umbrien seinen Schulfreund Lem Steffens auf. Von ihm weiss er, dass er sich mit der Kunst der italienischen Renaissance und vor allem dem Schaffen Piero della Francescas beschäftigt. Ausserdem weiss er von ihm, dass er in Italien Professore genannt wird, ein Einzelgänger ist und sich meistens den Büchern und der Wissenschaft hingibt. Einmal erhält er eine Postkarte einer Freundin aus den USA und weiss, dass das Wichtigste daran das Postscriptum ist.
In Rückblenden erinnert sich der Erzähler an eine Fahrt mit dem Nachtzug von Basel nach Rom und die gemeinsame Zeit mit Lem, die vom Rock ’n’ Roll der 1950er Jahre, dem Beat der 1960er Jahre und dem Jazz geprägt war.
Immer wieder wird in Einschüben die Lebensgeschichte Piero della Francescas erzählt, darunter von seiner Ausbildung, der Schulung des Sehens in der umbrischen Landschaft, aber auch vom Zeitgeist der Renaissance.
Als der Erzähler in Perugia angekommen ist, nimmt er mit Ottendorf und Osch, zwei Germanisten, Kontakt auf. Diesen zeigt der Erzähler seinen Romanentwurf, und Ottendorf bemerkt, dass er sich in der Romanfigur nicht wiedererkenne. Osch, der von seiner Krankheit gezeichnet ist, wird in der Klinik von seiner Geliebten bis zu seinem Tod gepflegt. Dabei spielen Gespräche über Piero della Francesca eine grosse Rolle.
Am Schluss erfährt der Erzähler, dass auch Lem gestorben ist.

## Kritik
«Ein Puzzle, eine Art Rätseltext, der wie in einer Detektivgeschichte auf den Spürsinn des Lesers vertraut.»

## Ausgaben
- Urs Faes: Ombra. Roman. Suhrkamp, Frankfurt am Main 1997, ISBN 978-3-518-40901-5.